# Verismo (musica)

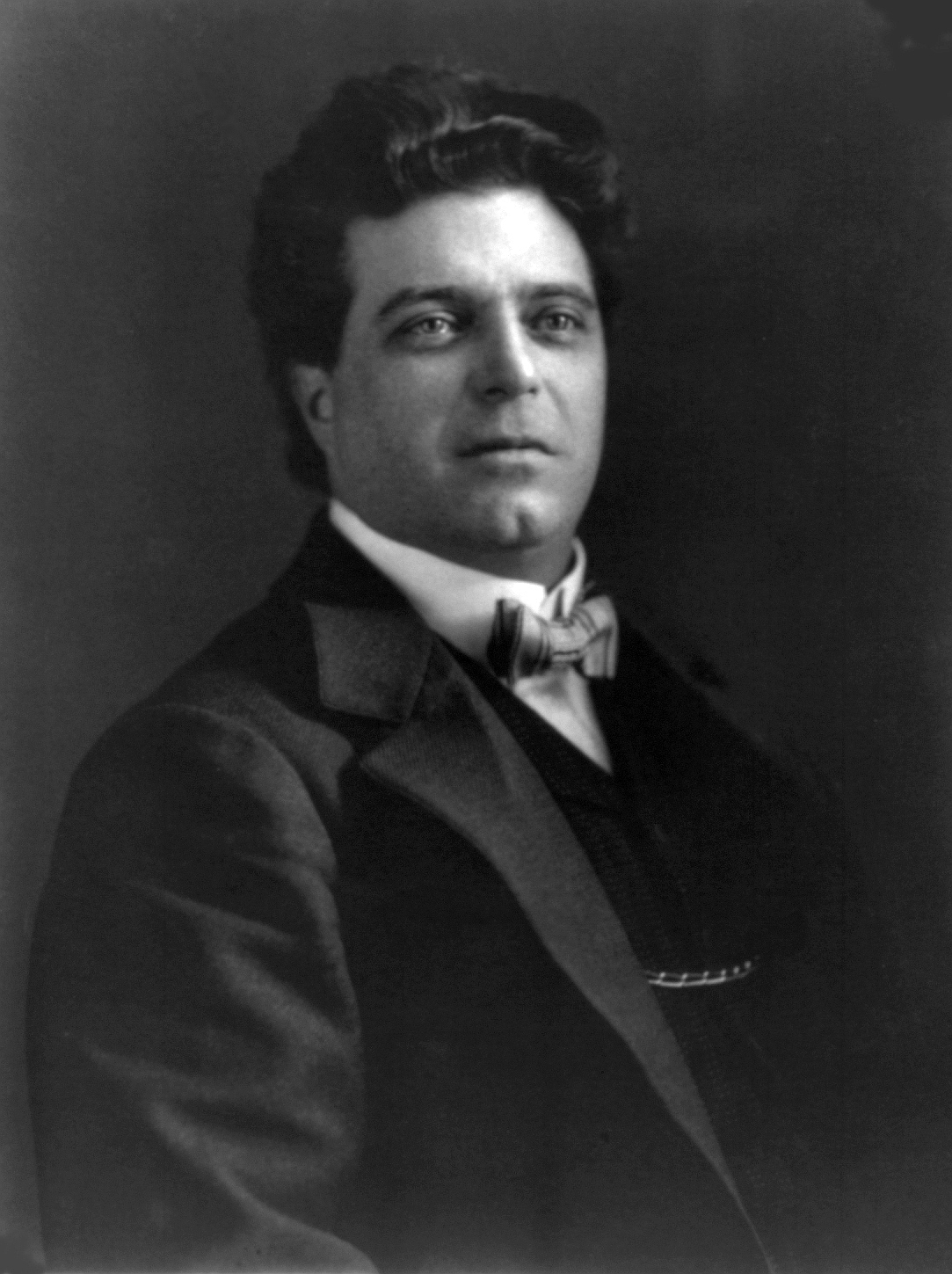
Pietro Mascagni uno dei compositori più strettamente associati al verismo

Il verismo fu una tradizione operistica post-romantica, associata a compositori italiani come Pietro Mascagni, Ruggero Leoncavallo, Umberto Giordano, Francesco Cilea e Giacomo Puccini.

## Le origini
Il verismo come genere operistico ebbe le sue origini nel verismo letterario. Questo era a sua volta legato al movimento letterario internazionale del naturalismo francese, come praticato da Émile Zola ed altri. Come il naturalismo, il movimento letterario del verismo cercava di rappresentare il mondo con maggiore realismo. Così facendo, autori di verismo italiano come Giovanni Verga scrissero su argomenti come le vite dei poveri, che non erano generalmente considerati un soggetto adatto alla letteratura.
Un racconto di Verga chiamato Cavalleria rusticana, poi sviluppato in un'opera teatrale dello stesso autore, divenne la fonte di quella che viene solitamente considerata la prima opera del verismo: Cavalleria rusticana di Mascagni, presentata in anteprima il 17 maggio 1890 al Teatro Costanzi di Roma. Iniziato così, il genere operistico del verismo produsse una manciata di notevoli opere come Pagliacci, di Leoncavallo, presentata in anteprima al Teatro Dal Verme di Milano il 21 maggio 1892, e Tosca di Puccini (in prima rappresentazione al Teatro Costanzi di Roma il 14 gennaio 1900.) Il genere raggiunse il picco nei primi anni del 1900 e ha resistito fino agli anni Venti.
Per quanto riguarda il soggetto, in genere "le opere di verismo non si concentravano su divinità, figure mitologiche o re e regine, ma sull'uomo e la donna contemporanei comuni e sui loro problemi, generalmente di natura sessuale, romantica o violenta". Tuttavia, tre delle piccole opere veriste eseguite ancora oggi prendono in esame soggetti storici: Tosca di Puccini, Andrea Chénier di Giordano e Adriana Lecouvreur di Cilea. "Musicalmente i compositori del verismo cercavano consapevolmente di integrare il dramma di base dell'opera con la sua musica". Questi compositori abbandonarono la "struttura recitativa e scenografica" della precedente opera italiana. Invece, le opere erano "composte in modo continuo", con poche pause in un testo cantato perfettamente integrato. Le opere del verismo spesso contengono arie che possono essere cantate come brani a sé stanti e in genere sono scritte per emergere naturalmente dai loro ambienti drammatici e la loro struttura è variabile, essendo basata su un testo che di solito non segue un formato strofico normale.

## Famosi compositori veristi
I più famosi compositori che hanno creato opere in stile verista furono Pietro Mascagni, Ruggero Leoncavallo, Umberto Giordano, Francesco Cilea e, seppure con caratteristiche molto personali, anche Giacomo Puccini. C'erano, tuttavia, molti altri "veristi": Franco Alfano, Alfredo Catalani, Pietro Floridia, Gustave Charpentier (Louise), Eugen d'Albert (Tiefland), Ignatz Waghalter (Der Teufelsweg and Jugend), Alberto Franchetti, Franco Leoni, Jules Massenet (La Navarraise), Licinio Refice, Ermanno Wolf-Ferrari (I gioielli della Madonna), e Riccardo Zandonai.
Il termine "verismo" può causare confusione. Oltre a riferirsi a opere scritte in uno stile realistico, il termine può anche essere usato più ampiamente per riferirsi all'intera produzione dei compositori della Giovane Scuola, la generazione di compositori che erano attivi in Italia durante il periodo in cui è stato creato lo stile verista. Un autore (Alan Mallach) propose il termine "opera plebea" per riferirsi a opere che aderiscono agli argomenti contemporanei e realistici per i quali il termine "verismo" era stato originariamente coniato. Allo stesso tempo, Mallach mette in discussione il valore dell'uso di un termine come "verismo", che è presumibilmente descrittivo del soggetto e dello stile delle opere, semplicemente per identificare la  produzione musicale drammatica di un'intera generazione. Per la maggior parte dei compositori associati al verismo, i soggetti tradizionalmente veristici rappresentavano solo alcune delle loro opere. Ad esempio, Mascagni ha scritto una commedia pastorale (L'amico Fritz), un'opera simbolista ambientata in Giappone (Iris) e un paio di romanzi medievali (Isabeau e Parisina). Queste opere sono lontane dal tipico argomento verista, eppure sono scritte nello stesso stile musicale generale dei suoi soggetti veristici più per antonomasia. Inoltre, vi è disaccordo tra i musicologi su quali opere siano opere veriste e quali no. (Le opere non italiane sono generalmente escluse). Andrea Chénier di Giordano, Adriana Lecouvreur di Cilea, Cavalleria rusticana di Mascagni, Pagliacci di Leoncavallo, Tosca e Il tabarro di Puccini sono opere in cui il termine "verismo" è applicato con poca o nessuna discussione. Il termine è talvolta applicato anche a Madama Butterfly ed a La fanciulla del West di Puccini. Poiché solo quattro opere veriste non di Puccini continuano ad apparire regolarmente sul palco (le già citate Cavalleria rusticana, Pagliacci, Andrea Chénier e Adriana Lecouvreur), il contributo di Puccini ha avuto un significato duraturo per il genere.
Alcuni autori hanno tentato di rintracciare le origini del verismo in opere che hanno preceduto Cavalleria rusticana, come Carmen di Georges Bizet o La traviata di Giuseppe Verdi. Il Boris Godunov di Modest Moussorgsky non dovrebbe essere ignorato come antecedente del verismo, specialmente per l'attenzione di Moussorgsky verso i contadini, al fianco dei principi e di altri aristocratici e dirigenti ecclesiastici, e il suo deliberato collegamento delle inflessioni naturali del discorso del libretto ai ritmi della musica cantata, diversa, ad esempio, dall'uso di Ciajkovskij dei versi di Puskin come libretto.

## Cantanti veristi
Lo stile operistico verista prevedeva una musica che richiedeva un canto più declamatorio, in contrasto con i principi tradizionali dell'elegante bel canto del XIX secolo che aveva preceduto il movimento. I cantanti d'opera si adeguarono alle esigenze del nuovo stile. Gli esponenti più estremi del vocalismo verista cantavano abitualmente in modo rumoroso, spesso perdendo il legato per concentrarsi sull'aspetto appassionato della musica. I cantanti "rinforzavano" il timbro delle loro voci, usando quantità eccessive di corde vocali nelle loro note di testa e spesso impiegavano un vibrato vistoso per accentuare l'emotività delle loro ardenti interpretazioni. I risultati avrebbero potuto essere eccitanti a teatro ma un modo di cantare così faticoso non era una ricetta per la longevità vocale. Alcuni eminenti professionisti del verismo che operarono tra il 1890 e il 1930 circa sono i soprani Eugenia Burzio, Lina Bruna Rasa e Bianca Scacciati, i tenori César Vezzani e Amedeo Bassi, e i baritoni Mario Sammarco ed Eugenio Giraldoni. Il loro metodo di canto può essere ascoltato su numerose registrazioni di grammofono a 78 giri. Da vedere il sondaggio in due volumi di Michael Scott The Record of Singing, pubblicato a Londra da Duckworth nel 1977-1979, per una valutazione della maggior parte di questi cantanti e di altri artisti e una discussione dell'impatto negativo che il verismo aveva sugli standard di canto in Italia.
I grandi talenti operistici mondiali dell'inizio del XX secolo come Enrico Caruso, Rosa Ponselle e Titta Ruffo svilupparono tecniche vocali che armoniosamente riuscirono a combinare i precetti del bel canto con un modo più "moderno" di canto dai toni maturi quando eseguivano musica verista e il loro esempio ha influenzato gli artisti operistici fino ad oggi.